# Дух (филм из 2000)
Дух (O Fantasma) је португалски експлицитни филм из 2000. године редитеља Жоаа Педра Родригеша. Филм је произведен у оквиру независне продукцијске куће Роса Филмови.

## Радња
Млади и згодни Серхио (Рикардо Менесес) ради ноћну смену као сакупљач отпада у Лисабону. Он није заинтересован за његову лепу колегиницу Фатиму, која показује страствену наклоност ка њему. Уместо тога, Серхио проводи време лутајући улицама са псом компаније за коју ради. У неком тренутку Серхио постаје фасциниран углађеним мотором и његовим арогантним власником - младићем потпуно равнодушним према Серхиу. Серхиове опсесивне жеље ослобађају његове најмрачније импулсе, упућујући га на опасан пут насиља, омаловажавања и деградације.

## Награде
- Најбољи страни филму на Филмском фестивалу у Белфору (2000)
- Најбољи филм на Њујорошком лезбијском и геј филмском фестивалу (2001)

## Номинације
- Златни лав на Филмском фестивалу у Венецији
- Златни глобус, Португал - Рикардо Менесис за најбољег глумца (2001)